# Новосибирский комсомолец (авиаэскадрилья)

Самолёты Як-7 именной эскадрильи «Новосибирский комсомолец», 12-го гвардейского истребительного авиационного полка ПВО, на лётном поле.

«Новосибирский комсомолец» — именное наименование истребительной эскадрильи, построенной в годы Великой Отечественной войны на средства молодёжи (комсомольцев и других) Новосибирска и Новосибирской области. 
Всего за годы войны было создано шесть эскадрилий с таким наименованием, первая поступила в РККА 4 июня 1942 года. 

## История
С инициативой построить на средства молодёжи авиационную эскадрилью выступили комсомольцы Нарымского округа Новосибирской области. Их поддержал областной комитет (обком) ВЛКСМ, который постановил провести несколько воскресников в период с 28 сентября до 15 октября 1941 года, заработанные во время которых средства перевести в фонд строительства эскадрильи. В воскресниках приняли участие десятки коллективов, помимо молодёжи в них приняли участие и школьники, а общее число собранных средств, включая взносы наличными, составило 2 236 000 рублей. 
6 декабря 1941 года сбор средств был объявлен законченным. Деньги были перечислены заводу имени В. П. Чкалова, молодёжь которого также сверхурочно построила эскадрилью из девяти Як-7, приурочив её создание к Дню Красной Армии 23 февраля 1942 года. 20 февраля 1942 года новосибирский обком ВЛКСМ принял решение присвоить звеньям новой эскадрильи именные наименования «Комсомол Нарыма», «Комсомол Кузбасса» и «Новосибирский комсомол». Один самолёт в составе звена «Новосибирский комсомол» получил наименование «Новосибирский пионер». Надписи были нанесены на самолёты, также боевые машины были оформлены комсомольской символикой. 
Передача эскадрильи лётчикам 12-го гвардейского авиационного истребительного полка ПВО (12 гв. иап ПВО) состоялся 4 июня 1942 года. Самолёт «Новосибирский пионер» получил батальонный комиссар  Д. Т. Прояненков, самолёт «Новосибирский комсомол» — старший лейтенант Г. Е. Фастовец, самолёты «Комсомол Кузбасса» — старший лейтенант М. Е. Цыганов и лейтенант К.А. Крюков,  самолёты «Комсомол Нарыма» — лейтенант В. Г. Лебедев и младший лейтенант А. А. Оже. Остальные самолёты получили лейтенант Ю. А. Келейников, лейтенант Н. И. Яхненко и младший лейтенант В. М. Помогалов. 
Всё это время продолжали поступать средства на постройку новых боевых машин. На эти средства завод имени В. П. Чкалова построил ещё четыре машины, которым присвоили имена Зои Космодемьянской, Александра Чекалина, Лизы Чайкиной и Любы Земской. Инициатива получила дальнейшее продолжение, и всего за годы войны молодёжь Новосибирска и Новосибирской области собрала средства на строительство шести эскадрилий «Новосибирский комсомолец», которые поступили в формирования военно-воздушных сил РККА. 